# 3 Commando Brigade
3 Commando Brigade (Royal Marines) (3 Brygada Komandosów Królewskiej Piechoty Morskiej) − główna formacja bojowa i jedyny istniejący współcześnie związek taktyczny Royal Marines. Brygada jest wyspecjalizowana w operacjach desantowych oraz walce w każdych warunkach klimatycznych i terenowych. Pozostaje w ciągłej gotowości bojowej, stanowiąc główny komponent brytyjskich Połączonych Sił Szybkiego Reagowania (Joint Rapid Reaction Force).
Składa się z pododdziałów Royal Marines i British Army, ale służą w niej również członkowie Royal Navy i Royal Air Force. Cały personel brygady musi przejść rygorystyczny kurs Commando, po którego ukończeniu przysługuje prawo noszenia zielonego beretu, symbolu statusu Commando.

## Historia

### II wojna światowa
Brygada powstała we wrześniu 1943 roku jako 3 Special Service Brigade, a w grudniu 1944 roku została przemianowana na 3 Commando Brigade. Podczas II wojny światowej w jej skład wchodziły dwa commanda armijne (1 i 5 Commando) oraz dwa commanda piechoty morskiej (42 i 44 Commando).

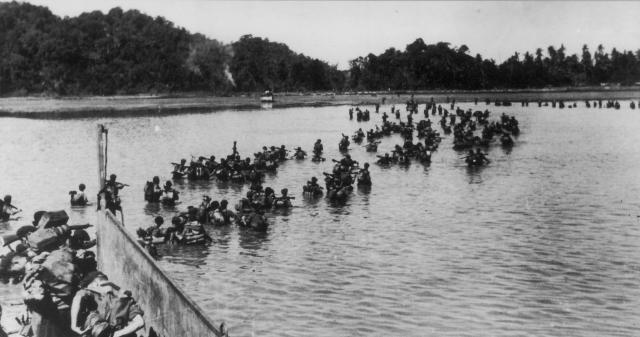
3 Commando Brigade ląduje na półwyspie Myebon w Birmie

19 grudnia 1943 roku brygada dotarła do Indii, skąd miała prowadzić operacje przeciw Japończykom okupującym Birmę. Od marca 1944 roku prowadziła działania desantowe i dywersyjne w Arakanie. W styczniu 1945 roku wzięła kluczowy udział walkach pod Kangaw, czyli rozstrzygającej bitwie tzw. trzeciej kampanii arakańskiej. Rozpoczęła się ona, gdy komandosi wylądowali 22 stycznia na tyłach japońskiej 54 Dywizji Piechoty i zajęli pozycje obronne wokół wzgórza 170. W ciągu następnych kilku dni Japończycy, którym groziło odcięcie, starali się zlikwidować zagrożenie, zaciekle atakując pozycje Brytyjczyków, wspieranych przez oddziały indyjskiej piechoty i kilka czołgów. 30 stycznia jeden z japońskich pułków wdarł się na północne stoki wzgórza 170, które było zajmowane przez 1 i 42 Commando. W ciągu następnych 36 godzin trwała tam zacięta walka, głównie na minimalnym dystansie. Japończykom nie udało się przełamać pozycji komandosów, co spowodowało generalny odwrót japońskich wojsk z Arakanu. Kolejnym zadaniem 3 Commando Brigade miało być wzięcie udziału w inwazji na Malaje (Operacja Zipper). Nie doszła ona jednak do skutku z powodu kapitulacji Japonii.

### 1945–2000
Po zakończeniu wojny brygada została wysłana do Hongkongu, gdzie przez następne dwa lata pełniła służbę garnizonową. Tam też dokonana została jej reorganizacja. 44 Commando przemianowano na 40. Natomiast 1 i 5 Commando zostały połączone w 1/5 Commando, a w styczniu 1947 roku rozwiązane. Ich miejsce zajęło przysłane z Europy 45 Commando. Tym samym brygada straciła mieszany charakter, stając się oddziałem złożonym wyłącznie z piechoty morskiej. Jej nazwę zmieniono na 3 Commando Brigade Royal Marines.
W maju 1947 roku brygada została przeniesiona na Maltę, wkrótce potem wysłano ją do Mandatu Palestyny, gdzie wybuchła wojna domowa. 30 maja 1948 roku 40 Commando opuściło Hajfę, będąc ostatnią brytyjska jednostką, która wycofała się z Palestyny.
W latach 1950–1952 brygada służyła na Malajach, walcząc z tamtejszą komunistyczną partyzantką. W listopadzie 1956 roku była na pierwszej linii brytyjsko-francuskiego desantu w Suezie. 40 i 42 Commando wylądowały z morza, natomiast 45 Commando przeprowadziło pierwszy w dziejach bojowy desant ze śmigłowców.
W latach 60. brygada stacjonowała na Bliskim i Dalekim Wschodzie, biorąc udział m.in. w działaniach bojowych w Adenie i na Borneo. W okresie 1969–2000 elementy 3 Commando Brigade były rozmieszczone w Irlandii Północnej. W latach 70. oddział przejął odpowiedzialność za obronę północnej flanki NATO i odtąd komandosi regularnie przeprowadzają ćwiczenia w północnej Norwegii i Arktyce.
W 1982 roku brygada (z dołączonymi dwoma batalionami spadochroniarzy) stanowiła główny komponent brytyjskich sił ekspedycyjnych, które odpłynęły na Falklandy z zamiarem odbicia wysp z rąk Argentyńczyków. 21 maja przeprowadziła udany desant pod San Carlos (operacja Sutton), po czym podjęła zakończony sukcesem forsowny marsz w stronę Port Stanley, likwidując argentyńskie punkty oporu na wzgórzach wokół tego miasta.

### XXI wiek
Od 2002 roku pododdziały 3 Commando Brigade biorą udział w akcjach przeciwko Talibom w Afganistanie. W 2003 roku brygada stanowiła szpicę wojsk brytyjskich, które wzięły udział w inwazji na Irak. 20 maja przeprowadziła operację desantową zakończoną zdobyciem półwyspu Al Faw i znajdujących się tam pół naftowych, następnie wzięła udział w zajęciu Basry.

## Organizacja
Dowódcą jest oficer w randze generała brygady, od 2010 roku funkcję tę sprawuje Ed Davis. Od 2008 roku trzon bojowy oddziału tworzą liczące ok. 750 osób cztery commanda (odpowiedniki batalionów piechoty): 40, 42 i 45 Commando oraz 1 Rifles. Wsparcie artyleryjskie zapewnia im 29 Commando Regiment Royal Artillery, a inżynieryjne 24 Commando Regiment Royal Engineers.
Brygada charakteryzuje się wysokim stopniem samowystarczalności − posiada własne środki desantowe, pojazdy opancerzone, zaplecze logistyczne, komunikacyjne i wywiadowcze. Bezpośrednie wsparcie powietrzne zapewnia jej Commando Helictopter Force z ramienia Fleet Air Arm (lotnictwo Royal Navy).
Większość pododdziałów złożona jest z żołnierzy piechoty morskiej, jednak trzy z nich rekrutują się z wojsk lądowych: 1st Battalion The Rifles, 29 Commando Regiment RA i 24 Commando Regiment RE. Wszyscy członkowie brygady zobligowani są do ukończenia kursu Commando w bazie Royal Marines w Lympstone.

### Skład
- 40 Commando Royal Marines
- 42 Commando Royal Marines
- 45 Commando Royal Marines
- 1st Battalion The Rifles

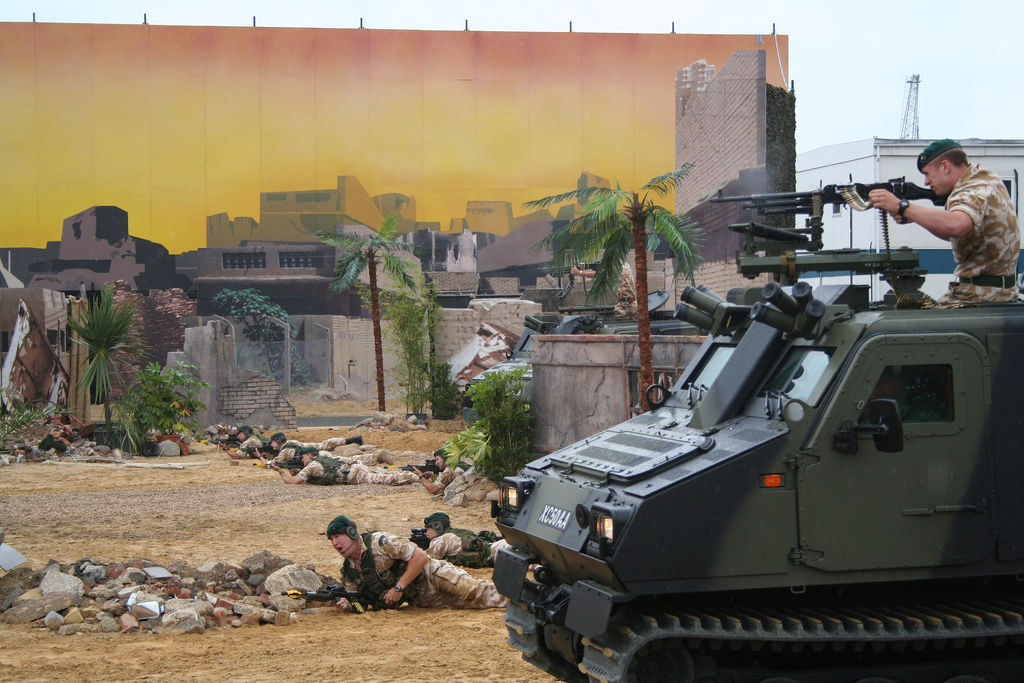
Żołnierze brygady podczas pokazu

- 29 Commando Regiment Royal Artillery
- 24 Commando Regiment Royal Engineers
- 539 Assault Squadron Royal Marines
- Royal Marines Armoured Support Group
- 30 Commando Information Exploitation Group
- Commando Logistic Regiment